# Strobilanthes ovatibracteata
Strobilanthes ovatibracteata är en akantusväxtart som beskrevs av Hsien Shui Lo och D. Fang. Strobilanthes ovatibracteata ingår i släktet Strobilanthes och familjen akantusväxter. Inga underarter finns listade i Catalogue of Life.